# Bismarckmonark
Bismarckmonark (Symposiachrus verticalis) är en fågel i familjen monarker inom ordningen tättingar.

## Utseende och läte
Bismarckmonarken är en medelstor svartvit monark med svart ansikte och svart strupe. Den är även svart på rygg och vingar, dock med en stor vit vingfläck. Undersidan är vit och stjärten svart. Bland lätena hörs hårda spinnande ljud, medan sången består av en fallande serie med svaga visslingar.

## Utbredning och systematik
Bismarckmonark förekommer i Bismarckarkipelagen och delas upp i två underarter med följande utbredning:
- Symposiachrus verticalis  ateralbus – ön Dyaul
- Symposiachrus verticalis  verticalis – New Britain, New Ireland och närliggande öar

Sedan 2016 urskiljer Birdlife International och naturvårdsunionen IUCN ateralbus som den egna arten Symposiachrus ateralbus. 

### Släktestillhörighet
Fågeln placerades liksom många andra monarkarter i släktet Monarcha, men genetiska studier visar att den endast är avlägset släkt och bryts nu tillsammans med ett stort antal andra arter ut till släktet Symposiachrus.

## Levnadssätt
Bismarckmonarken är en skogslevande fågel som är klart vanligare i ursprunglig skog än ungskog. Den ses ofta i bambusnår.

## Status
IUCN hotkategoriserar underarterna (eller arterna) var för sig, verticalis som livskraftig och ateralbus som nära hotad.